# 张少康 (1935年)
张少康（1935年12月—）， 当代学者，浙江省安吉县人。曾任中国文心雕龙学会常务副会长、会长，中国古代文学理论学会常务理事。

## 生平
1955年7月毕业于上海市上海中学，同年考入北京大学中文系。1960年7月毕业后留于中文系文艺理论教研室，从事中国古代文学理论的教学与研究。1979年任讲师，1983年升副教授，1987年升教授兼博士生导师。1983—1984年曾任埃及开罗艾因·舍姆斯大学语言学院中文系客座教授。1990—1992年任日本九州大学文学部客座教授。2002年从北京大学退休，於香港树仁大學任教至今。